# Kate Voegele
Kate Elizabeth Voegele (Bay Village, Ohio, 1986. december 8. –) amerikai énekes-zeneszerző, színésznő.
Első demóját (The Other Side, 2003), a díjnyertes producer, Michael Seifert rendezte. Második demója, a Louder Than Words (2004) felvételeinél Marshall Altman segédkezett. Kate aláírt egy lemezszerződést a MySpace Records-szal 2006-ban. Debütáló albuma, a Don't Look Away 2007 májusában jelent meg. Az albumnak azóta több mint 250 000 példányban kelt el.
Második stúdióalbuma A Fine Mess címmel 2009 májusában jelent meg. Ebből 37 000 példány kelt el az első héten az Egyesült Államokban.
2008 óta Voegele játssza Mia Catalanót a The CW Television Network showjában, a One Tree Hillben.

## Díjak és kitüntetések

### Premios Fuse TV
- 2009: legjobb új előadó

## Diszkográfia

### Stúdióalbumok
| Év   | Album címe                                                  | Zenei helyezések | Zenei helyezések       | Zenei helyezések | Zenei helyezések | Zenei helyezések      |
| Év   | Album címe                                                  | Billboard 200    | Top Independent Albums | Top Heatseekers  | Top Rock Albums  | Canadian Albums Chart |
| ---- | ----------------------------------------------------------- | ---------------- | ---------------------- | ---------------- | ---------------- | --------------------- |
| 2007 | Don't Look Away - Label: MySpace Records/Interscope Records | 27               | 7                      | 5                | 6                | —                     |
| 2009 | A Fine Mess - Label: MySpace Records/Interscope Records     | 10               | —                      | 4                | —                | 8                     |

### Filmzenék
- 2007: Kyle XY Original Soundtrack – ( 11. It's Only Life (4:13))
- 2008: DisneyMania 6 – ( 10. When You Wish Upon A Star (2:45))
- 2008: AT&T TEAM USA Soundtrack – ( 11. Lift Me Up (4:28))
- 2009: The New York Songwriters - The best of - Volume 1. – (1. I Won't Disagree (3:48))

## Fordítás
- Ez a szócikk részben vagy egészben a Kate Voegele című angol Wikipédia-szócikk fordításán alapul.  Az eredeti cikk szerkesztőit annak laptörténete sorolja fel. Ez a jelzés csupán a megfogalmazás eredetét és a szerzői jogokat jelzi, nem szolgál a cikkben szereplő információk forrásmegjelöléseként.